# Diplazium kunstleri
Diplazium kunstleri är en majbräkenväxtart som beskrevs av Richard Eric Holttum.
Diplazium kunstleri ingår i släktet Diplazium och familjen Athyriaceae. Inga underarter finns listade i Catalogue of Life.